# Vismes
Vismes település Franciaországban, Somme megyében. Lakosainak száma 473 fő (2022. január 1.). Vismes Frettemeule, Maisnières, Martainneville, Tours-en-Vimeu és Le Translay községekkel határos.

## Népesség
A település népessége az elmúlt években az alábbi módon változott:
| Lakosok száma | 457  | 476  | 495  | 483  | 480  | 477  | 476  | 476  | 473  |
|               | 2013 | 2015 | 2016 | 2017 | 2018 | 2019 | 2020 | 2021 | 2022 |